# Audrey Deroin
Audrey Deroin (ur. 6 września 1989 w Châtenay-Malabry), francuska piłkarka ręczna, reprezentantka kraju, grająca na pozycji prawoskrzydłowej. Obecnie występuje we francuskiej Division 1 Kobiet, w drużynie Toulon Saint Cyr Var HB.
Dwukrotna wicemistrzyni Świata z 2009 i 2011 r.

## Sukcesy

### reprezentacyjne
- wicemistrzostwo Świata (2009, 2011)